# Polygala carueliana
Polygala carueliana là một loài thực vật có hoa trong họ Polygalaceae. Loài này được (A.W.Benn.) Caruel miêu tả khoa học đầu tiên năm 1890.